# Grande Prêmio do Cinema Brasileiro 2009
O Grande Prêmio do Cinema Brasileiro de 2009 foi a oitava edição do Grande Otelo, organizado pela Academia Brasileira de Cinema, homenageando os melhores filmes em diversas categorias. A edição ocorreu dia 14 de abril de 2009. A atriz Marília Pêra e o diretor Daniel Filho foram os mestres de cerimônia.
O grande homenageado da noite foi o cineasta Nelson Pereira dos Santos.

## Vencedores e indicados
Os vencedores estão indicados com o texto em negrito.
| Melhor Longa-Metragem de Ficção | Melhor Direção |
| --- | --- |

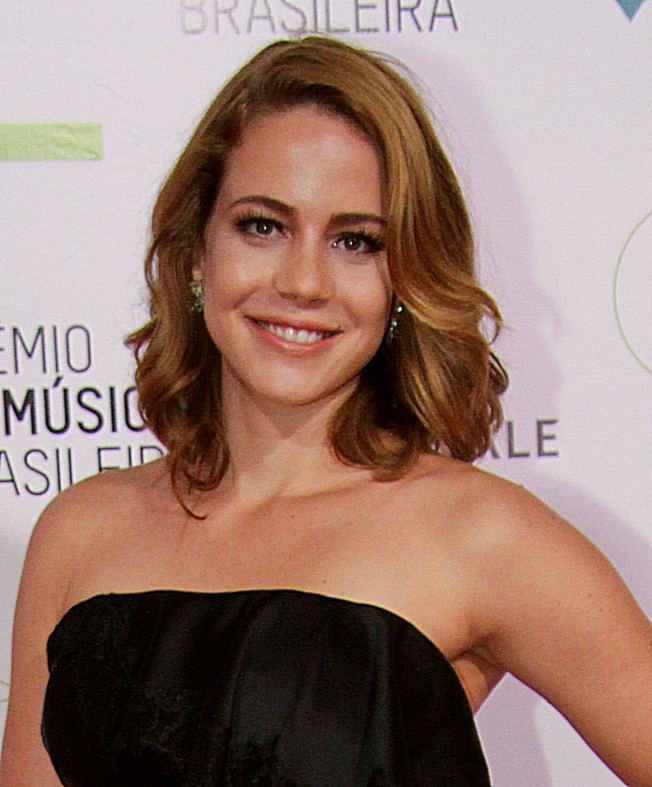
Leandra Leal, vencedora de Melhor Atriz

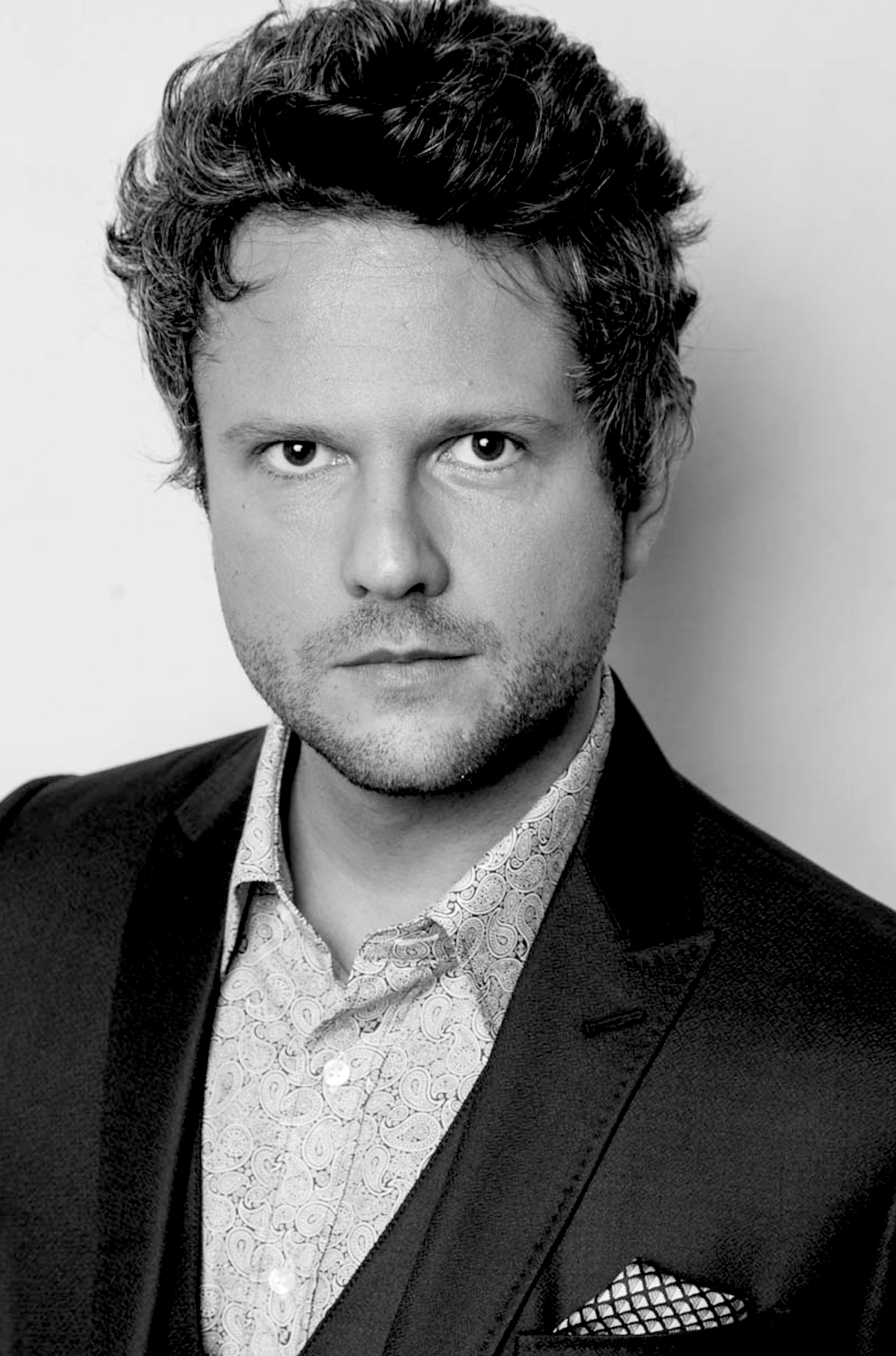
Selton Mello, vencedor de Melhor Ator

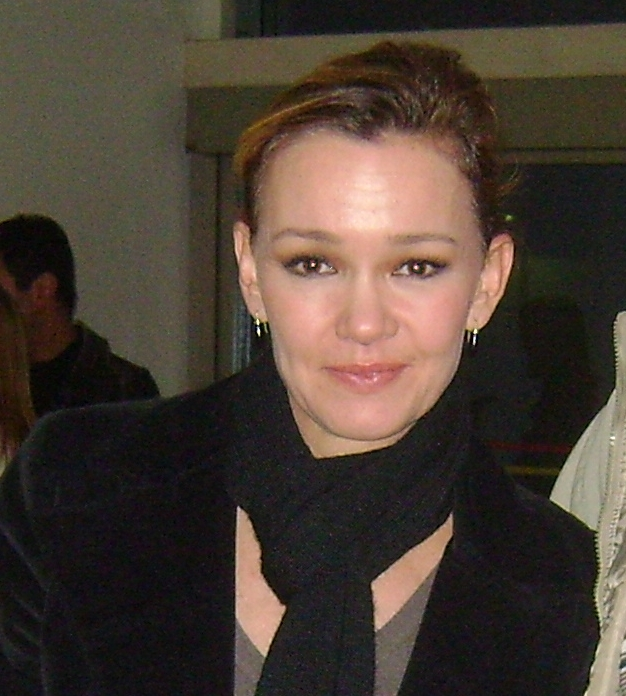
Júlia Lemmertz, vencedora de Melhor Atriz Coadjuvante

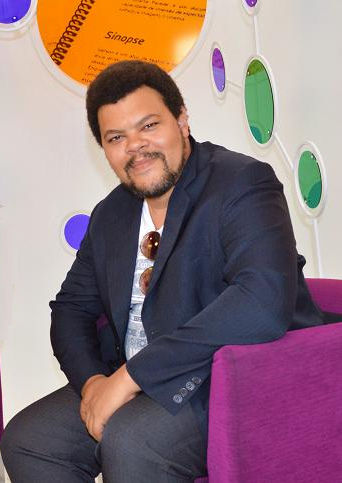
Babu Santana, vencedor de Melhor Ator Coadjuvante

| - Estômago – Cláudia da Natividade, Fabrizio Donvito, Marco Cohen e Gabriele Muccino, produtores - O Banheiro do Papa – Andrea Barata Ribeiro, Bel Berlinck, Fernando Meirelles, Elena Roux e Serge Catoire, produtores - Ensaio sobre a Cegueira – Niv Fichman, Andrea Barata Ribeiro e Sonoko Sakai, produtores - Linha de Passe – Mauricio Andrade Ramos, produtor - Meu Nome Não é Johnny – Mariza Leão, produtora | - Marcos Jorge – Estômago - Daniela Thomas e Walter Salles – Linha de Passe - Fernando Meirelles – Ensaio sobre a Cegueira - Laís Bodanzky – Chega de Saudade - Mauro Lima – Meu Nome Não é Johnny |
| Melhor Atriz | Melhor Ator |
| - Leandra Leal – Nome Próprio como Camila - Cássia Kiss – Chega de Saudade como Marici - Cláudia Abreu – Os Desafinados como Glória - Darlene Glória – Feliz Natal como Mércia - Sandra Corveloni – Linha de Passe como Cleuza | - Selton Mello – Meu Nome Não é Johnny como João Guilherme Estrella - Ary Fontoura – A Guerra dos Rocha como Dona Dina - César Trancoso – O Banheiro do Papa como Beto - João Miguel – Estômago como Raimundo Nonato / Alecrim - Stepan Nercessian – Chega de Saudade como Eudes - Wagner Moura – Romance como Pedro |
| Melhor Atriz Coadjuvante | Melhor Ator Coadjuvante |
| - Júlia Lemmertz – Meu Nome Não é Johnny como Mãe - Alice Braga – Ensaio sobre a Cegueira como Mulher de óculos escuros - Andréa Beltrão – Romance como Fernanda - Clarisse Abujamra – Chega de Saudade como Rita - Zezé Motta – Deserto Feliz como Dona da vaga | - Babu Santana – Estômago como Bujiú - Ângelo Paes Leme – Meu Nome Não é Johnny como Julinho - Gael García Bernal – Ensaio sobre a Cegueira como Rei da ala III - Lúcio Mauro – Feliz Natal como Miguel - Paulo Miklos – Estômago como Etcétera |
| Melhor Roteiro Original | Melhor Roteiro Adaptado |
| - Estômago – Cláudia da Natividade, Fabrízio Donvito, Lusa Silvestre e Marcos Jorge - Chega de Saudade – Luiz Bolognesi - Linha de Passe – Daniela Thomas e George Moura - O Banheiro do Papa – César Charlone e Enrique Fernández - Última Parada 174 – Bráulio Mantovani | - Meu Nome Não é Johnny – Mariza Leão e Mauro Lima, baseado no livro de Guilherme Fiúza - Ensaio sobre a Cegueira – Don McKellar, baseado no livro de José Saramago - Nome Próprio – Elena Soarez, Melanie Dimantas e Murilo Salles, baseado nos livros Máquina de Pinball e Vida de Gato de Clarah Averbuck, e em textos publicados em seu blog pessoal. - Nossa Vida não Cabe num Opala – Di Moretti, baseado em texto original de Mário Bortolotto. - Onde Andará Dulce Veiga? – Guilherme de Almeida Prado, baseado no livro de Caio Fernando Abreu. |
| Melhor Longa-Metragem Documentário | Melhor Longa-Metragem Infantil |
| - O Mistério do Samba – Leonardo Netto, Lula Buarque De Hollanda e Marisa Monte, produtores - Café dos Maestros – Walter Salles e Gustavo Santaolalla, produtores - Condor – Roberto Mader, produtor - Juízo – Diler Trindade, produtor - Panair do Brasil – Marco Altberg e Maiza Luiza Figueira De Mello, produtores - O Tempo e o Lugar – Eduardo Escorel, produtor                                                 | - Pequenas Histórias - O Garoto Cósmico - O Guerreiro Didi e a Ninja Lili |
| Melhor Direção de Fotografia | Melhor Direção de Arte |
| - Ensaio sobre a Cegueira – César Charlone - Estômago – Toca Seabra - Linha de Passe – Mauro Pinheiro Jr. - Meu Nome Não é Johnny – Uli Burtin - O Banheiro do Papa – Walter Carvalho | - Ensaio sobre a Cegueira – Tule Peake - Chega de Saudade – Marcos Pedroso - Encarnação do Demônio – Cássio Amarante - Meu Nome Não é Johnny – Cláudio Amaral Peixoto - Última Parada 174 – Cláudio Amaral Peixoto |
| Melhor Figurino | Melhor Maquiagem |
| - Chega de Saudade – André Simonetti - Ensaio sobre a Cegueira – Renee April - Estômago – Marisol Grossi - Meu Nome Não é Johnny – Reka Koves - Romance – Cao Albuquerque - Última Parada 174 – Bia Salgado | - Ensaio sobre a Cegueira – Micheline Trépanier - Estômago – Marcelino de Miranda - Linha de Passe – Gabi Moraes - Meu Nome Não é Johnny – Helena D'Araújo e Marilú Mattos - Romance – Anna Van Steen |
| Melhor Efeito Visual | Melhor Som |
| - Ensaio sobre a Cegueira – André Waller, Renato Tilhe, Ricardo Gorodetcki e Tamis Lustre - Encarnação do Demônio – Kapel Furman - Meu Nome Não é Johnny – Marcelo Mm - Última Parada 174 – Marcelo Siqueira - Estômago – Renato Cavalcanti e Tatiana Machnicki | - Meu Nome Não é Johnny – Armando Torres Jr, François Wolf e George Saldanha - Ensaio sobre a Cegueira – Alessandro Laroca, Armando Torres Jr, David McCallum, Guilherme Ayrosa e Lou Solakofski - Chega de Saudade – Alessandro Laroca, Armando Torres Jr., Geraldo Ribeiro e João Godoy - Feliz Natal – Beto Ferraz, George Saldanha e Paulo Gama - Última Parada 174 – Bruno Tarriere, Gillaume Sciama e Miriam Biderman - Estômago – Francesco Grassi, Jean-Christophe Casalini e Maricetta Lombardo                                                 |
| Melhor Montagem Ficção | Melhor Montagem Documentário |
| - Meu Nome Não é Johnny – Marcelo Moraes - Ensaio sobre a Cegueira – Daniel Rezende - Linha de Passe – Gustavo Giani e Lívia Serpa - Corpo – Idê Lacreta - Estômago – Luca Alverdi - Chega de Saudade – Paulo Sacramento | - O Mistério do Samba – Natara Ney - Café dos Maestros – Alejandra Almirón e Gonzalo Santiso - Andarilho – Cao Guimarães - Condor – Célia Freitas - Romance do Vaqueiro Voador – Ricardo Miranda |
| Melhor Trilha Sonora | Melhor Trilha Sonora Original |
| - Os Desafinados – Wagner Tiso - Chega de Saudade – BiD - Café dos Maestros – Gustavo Santaolalla - O Mistério do Samba – Marisa Monte - Orquestra dos Meninos – Paulo Sérgio Santos | - Meu Nome Não é Johnny – Fabio Mondego, Fael Mondego, Marco Tommaso e Mauro Lima - 5 Frações de uma Quase História – Célio Balona, Lucas Miranda e Victor Mazarelo - Estômago – Giovanni Venosta - Linha de Passe – Gustavo Santaolalla - Ensaio sobre a Cegueira – Marco Antônio Guimarães e Uakti |
| Melhor Longa-Metragem Estrangeiro | Melhor Curta-Metragem Ficção |
| - Vicky Cristina Barcelona (Espanha) - 4 Meses, 3 Semanas e 2 Dias (Romênia) - Desejo e Reparação (Reino Unido e França) - O Escafandro e a Borboleta (França) - Onde os Fracos Não Têm Vez (EUA) | - Café com Leite – Daniel Ribeiro, diretor - Os Filmes que Não Fiz – Gilberto Scarpa, diretor - Muro – Tião, diretor - Os Sapatos de Aristeu – Luiz René Guerra, diretor - Trópico das Cabras – Fernando Coimbra, diretor |
| Melhor Curta-Metragem Documentário | Melhor Curta-Metragem Animação |
| - Dreznica – Anna Azevedo, diretora - O Homem da Árvore – Paula Mercedes, diretora - Ismar – Gustavo Beck, diretor - Ocidente – Leonardo Sette, diretor - Rapsódia do Absurdo – Claudia Nunes, diretora | - Dossiê Rê Bordosa – Cesar Cabral, diretor - Animadores – Allan Sieber, diretor - Moradores do 304 – Leonardo Cata Preta, diretor - Passo – Alê Abreu Terra, diretor |
| Melhor Filme para Celular | |
| • Bárbara - Maurício Lídio, diretor | |